# First Mission
First Mission è un singolo del rapper statunitense Blueface, pubblicato il 19 giugno 2020.

## Tracce
1. First Mission – 2:23